# Anuel AA
Anuel AA, pseudonimo di Emmanuel Gazmey Santiago (Carolina, 26 novembre 1992), è un rapper e cantante portoricano; è considerato il pioniere del movimento della latin trap, uno dei cantanti più influenti a livello mondiale e inoltre è soprannominato El Dios del Trap. Ha vinto diversi premi tra cui il Premio Lo Nuestro 2019 come Rivelazione dell'anno.

## Biografia
Emmanuel Gazmey Santiago è nato a Carolina, Porto Rico. Gazmey ha studiato alla scuola cattolica Colegio María Auxiliadora a Carolina. Gazmey ha mostrato grande interesse per la musica sin dalla sua adolescenza e nel 2009 ha ottenuto un contratto discografico con Maybach Music Group.

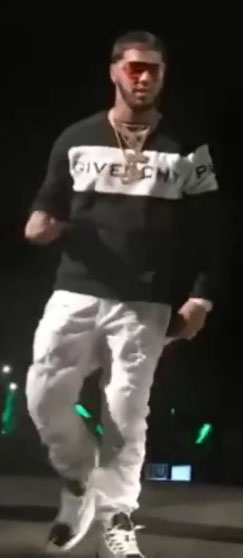
Anuel AA in concerto con J Balvin

Anuel ha pubblicato la sua prima canzone "Demonia" nel 2011. Questa è stata seguita da diverse collaborazioni con Jory Boy, Magazeen, De La Ghetto, Arcángel e Ozuna.
Anuel è salito alla ribalta dopo il successo di "Esclava" al fianco di Bryant Myers. Il suo primo singolo "Sola" è stato accolto molto bene ed è stato seguito da un remix con Daddy Yankee, Wisin, Farruko e Zion & Lennox.
I temi trattati nelle sue canzoni sono la vita di strada, la violenza, il sesso e la droga. Uno dei suoi slogan più popolari nelle sue canzoni è "Real hasta la muerte" o "Real Until Death". Dopo essere stato rilasciato dalla prigione il 17 luglio 2018, Gazmey pubblicò il suo primo album integrale intitolato Real hasta la Muerte che conteneva 12 canzoni e arrivò al numero 1 della classifica Billboard Top Latin Album in meno di 24 ore.
Nell'agosto 2018, ha pubblicato una canzone con il rapper di New York 6ix9ine intitolata "Bebe". Nel 2019, era nel suo Real hasta la muerte tour di 14 città.
A settembre 2019, il brano di Meek Mill con Anuel AA e Fabolous "Uptown Vibes" è stato inserito come colonna sonora del videogioco di basket NBA 2K20.
Nel marzo 2020, Gazmey è apparso nella canzone di Bad Bunny "Está Cabrón Ser Yo" dal suo album YHLQMDLG.

## Questioni legali
Il 3 aprile 2016 Gazmey è stato arrestato e trattenuto, con tre compagni, nel Metropolitan Detention Center, Guaynabo, in quanto in possesso di tre pistole (di cui una rubata) e 152 proiettili. Ha firmato un patteggiamento e ha fatto 2 anni in prigione per possesso di armi illegali.
Dopo il suo arresto, il movimento #FreeAnuel divenne virale tra i suoi fan mentre continuava a rilasciare tracce dalla prigione. Potendo registrare la sua voce al telefono, Anuel AA ha partecipato principalmente a collaborazioni con altri artisti come Nicky Jam, Bad Bunny e J Balvin.
Durante l'incarcerazione, Gazmey ha trascorso 90 giorni in isolamento in seguito ad una rissa con un altro detenuto.
Nel marzo 2018, Gazmey è stato rilasciato dalla prigione federale ed è stato trasferito in una prigione a Miami. Durante questo periodo ha detto a Billboard che mentre era in prigione continuava ad ascoltare la radio e ciò che stava accadendo nelle strade, così da trarre ispirazione per le sue canzoni.

## Faide
Il 15 settembre 2018 Anuel AA ha pubblicato una traccia diss rivolta al collega rapper Cosculluela. Il brano è stato ampiamente criticato a causa della sua volgarità e delle osservazioni sull'omosessualità e sui pazienti affetti da HIV. A causa del contraccolpo pubblico, il concerto di Gazmey nella sede del Coliseo de Puerto Rico, previsto per il 12 ottobre di quell'anno, fu annullato dal suo staff di produzione e dal produttore principale Paco López. Gazmey in seguito emise delle scuse per la canzone.
All'inizio di aprile 2019, Anuel AA e Ivy Queen hanno avuto una discussione su Instagram dopo che Anuel AA ha messo in dubbio il fatto che Ivy Queen dovesse ancora essere considerata la "Regina del Reggaeton". Anuel AA sosteneva di non aver sentito una sua canzone di successo da più di 7 anni. Si chiedeva inoltre se Karol G dovesse essere considerata un'altra "Regina del Reggaeton".

## Discografia

### Album in studio
- 2018 – Real hasta la muerte
- 2020 – Emmanuel
- 2021 – Las leyendas nunca mueren
- 2022 – LLNM2

### Album collaborativi
- 2021 – Los dioses (con Ozuna)

### Mixtape
- 2016 - Real hasta la muerte: The Mixtape

### Singoli
- 2015 – Nacimos pa morir (feat. Jory Boy)
- 2016 – Soldado y profeta (feat. Ozuna, Almighty, Kendo Kaponi, Ñengo Flow)
- 2016 – Nunca sapo
- 2017 – Sola
- 2017 – 47 (feat. Ñengo Flow) (prod. Sinfónico & Lil Geniuz)
- 2017 – La última vez (feat. Bad Bunny)
- 2017 – Coronamos (feat. Lito Kirino)
- 2017 – Ceniza en cenicero
- 2017 – Ayer 2 (feat. J Balvin, Cosculluela, Nicky Jam) (prod. DJ Nelson)
- 2018 – Brindemos (feat. Ozuna)
- 2018 – Quiere beber
- 2017 – Culpables (feat. Karol G)
- 2017 – Matamos (feat. Bad Bunny)
- 2018 – Hipócrita (feat. Zion)
- 2018 – Que sería
- 2018 – Ella quiere beber (feat. Romeo Santos)
- 2018 – Bubalu (DJ Luian and Mambo Kingz featuring Becky G & Prince Royce)
- 2018 – Adictiva (feat. Daddy Yankee)
- 2018 – Amanece (feat. Haze)
- 2019 – Secreto (feat. Karol G)
- 2019 – Por ley
- 2019 – China (con Daddy Yankee, Karol G, Ozuna e J Balvin)
- 2020 – Me Gusta (feat. Shakira)
- 2020 – Keii
- 2020 – 3 de abril
- 2020 – Follow (con Karol G)
- 2020 – La bebe (Remix) (con Cardi B, Black Jonas Point, Secreto & Liro Shaq)
- 2020 – Reggaetonera
- 2020 – Narcos
- 2020 – Fútbol y rumba
- 2020 – Don Don
- 2020 – Reloj
- 2021 – Location (con J Balvin e Karol G)
- 2022 – Vibra (con David Guetta)
- 2023 – Diablo Qué Chimba (con Maluma)
- 2024 – Tacos Gucci.
- 2024 – Shampoo de Coco

### Collaborazioni
- 2014 – Soy Esclavo de tu Cuerpo (Yampi feat. Anuel AA)
- 2016 – Me quieren matar (Tempo & Anuel AA)
- 2016 – Maliante HP (Benny Benni & Anuel AA)
- 2016 – Liberace (Farruko & Anuel AA)
- 2016 – Ella y Yo (Pepe Quintana feat. Farruko, Anuel AA, Tempo, Bryant Myers & Almighty)
- 2016 – Amor de Calle (Anonimus, Alexis, Anuel AA)
- 2016 – Diablita (Noriel feat. Baby Rasta, Anuel AA)
- 2017 – Cristiniando (Alexio feat. Farruko, Anuel AA)
- 2017 – La Noche Oscura (Jory Boy feat. Anuel AA)
- 2017 – Tentandome (J Alvarez feat. Anuel AA)
- 2017 – Los Intocables (Nengo Flow & Anuel AA)
- 2017 – Ayer (DJ Nelson feat. Anuel AA)
- 2017 – Bebé (Ozuna feat Anuel AA)
- 2018 – Con Silenciador (El Alfa feat. Anuel AA)
- 2018 – Thinkin (Spiff TV feat. Anuel AA, Bad Bunny & Future)
- 2018 – Bebe (6ix9ine feat. Anuel AA) (da Dummy Boy)
- 2018 – Mala (6ix9ine feat. Anuel AA) (da Dummy Boy)
- 2019 – Asesina (Brytiago and Darell feat. Daddy Yankee, Ozuna & Anuel AA)
- 2019 – Verte Ir (DJ Luian & Mambo Kings feat. Brytiago, Nicky Jam, Darell, Anuel AA)
- 2019 – Controla (Brytiago and Anuel AA)
- 2019 – Otro Trago Remix (Sech and Darell feat. Anuel AA, Ozuna, Nicky Jam)
- 2019 – Te Quemaste (Manuel Turizo, Anuel AA)
- 2020 – Fútbol y rumba (Anuel AA, Enrique Iglesias)
- 2020 – Illuminati (Lil Pump, Anuel AA)
- 2020 – Por mi reggae muero 2020 (Yandel)
- 2020 – Don Don (Daddy Yankee, Kendo Kaponi)
- 2020 – Lemonade (Latin Remix) (Internet Money feat. Anuel AA, Don Toliver, Gunna & Nav)
- 2021 – Los dioses (con Ozuna)
- 2023 – Milloneta (con Rochy RD)